# Chalcatzingo

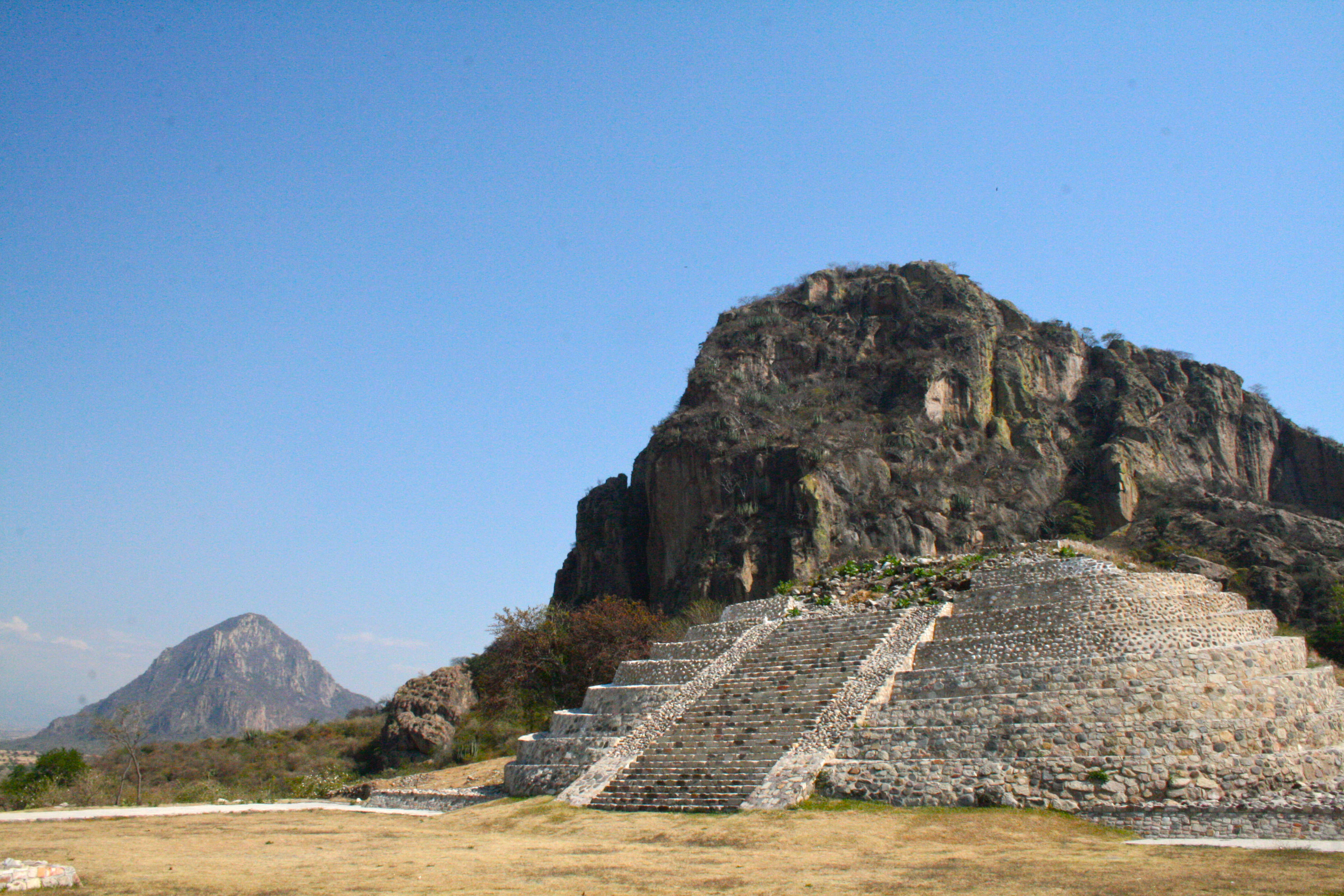
Piramida w Chalcatzingo

Chalcatzingo – osiedle prekolumbijskie położone w dolinie Amatzinac we wschodniej części stanu Morelos w Meksyku.
Położone na płaskiej równinie u podnóża dominujących nad okolicą wzgórz Cerro Chalcatzingo i Cerro Delgado stanowisko, oferujące korzystne warunki do uprawy ziemi, zostało zasiedlone około 1500 p.n.e. Niewielka początkowo wioska rolnicza rozwinęła się po 1100 p.n.e. do dużej osady, stanowiącej regionalne centrum administracyjno-ceremonialne i prowadzącej ożywiony handel z sąsiednimi regionami. Naturalny krajobraz okolicy został wówczas zmodyfikowany poprzez budowę systemu szerokich tarasów ziemnych. Z okresu tego pochodzą kamienne stele, rzeźby i płaskorzeźby w stylu olmeckim. Największa i najsłynniejsza z płaskorzeźb, tzw. Monument 1, wyryta jest na jednej ze skał na zboczu Cerro Chalcatzingo. Przedstawia ona postać ludzką, przypuszczalnie władcę, siedzącą na tronie w U-kształtnej niszy symbolizującej jaskinię. Powyżej znajdują się trzy stylizowane chmury, z których spadają krople deszczu. W szczytowym okresie, między 700 a 500 p.n.e., populacja Chalcatzingo szacowana jest na od 400 do nawet ponad 1000 osób.

Płaskorzeźba znana jako Monument 1

Około 500 p.n.e. znaczenie Chalcatzingo podupadło i w niedługim czasie zostało ono porzucone przez swoich mieszkańców. Zasiedlone ponownie w późniejszym okresie, nie odzyskało już dawnej świetności. Z pierwszych wieków naszej ery pochodzi wzniesiona na platformie owalna piramida, boisko do gry w ullamaliztli oraz malowidła w jaskiniach na wzgórzu Cerro Delgado. Ostatecznie miejsce to zostało opuszczone na stałe po 1350 roku.
Ruiny Chalcatzingo zostały odkryte przypadkowo w 1932 roku przez okolicznych wieśniaków, kiedy to na skutek gwałtownych ulew osunęła się ziemia na stokach wzgórz, odsłaniając nieznane wcześniej ślady zabudowań. Pierwsze badania archeologiczne przeprowadziła w 1934 roku Eulalia Guzmán. Kontynuowali je Román Piña Chan w latach 50., a następnie w latach 70. zespół pod kierownictwem Davida Grove’a.